# Minutagem
Contagem ou marcação feita ao minuto. Ato de registrar as cenas de um filme ou vídeo, minuto a minuto, para facilitar sua localização posterior. Processo associado à edição do video, no qual é atribuído um número de time code a cada cena que será utilizada na edição. É comum o processo de minutagem ser confundido com o de decupagem, que está associado à roteirização.